# Lake Hakapoua
Der Lake Hakapoua ist ein See in der Region Southland auf der Südinsel von Neuseeland.

## Geographie
Der Lake Hakapoua gehört mit zu den südlichsten Seen des Fiordland National Park und befindet sich am südwestlichen Ende der Südinsel, rund 10 km westlich von Lake Poteriteri. Der längliche, in Nordnordost-Südsüdwest-Richtung ausgerichtete See, besitzt eine Flächenausdehnung von rund 5 km², erstreckt sich über eine Länge von rund 6,7 km und misst an seiner breitesten Stelle rund 1 km. Die Uferlinie umfasst eine Länge von 15,1 km und an seiner tiefsten Stelle kommt der See auf eine Tiefe von 74 m unter dem Meeresspiegel.
Eingefasst ist der See beidseitig im Süden von bis zu 615 m hohen Bergen, die sich nach Norden mit dem Mount McGevock im Westen bis auf 1149 m und im Osten mit dem Mount Aitkin bis auf 1189 m erheben. Gespeist wird der See neben den von Westen und Osten kommenden zahlreichen Streams von Norden vom Big River, der den See nach 2,5 km in den südlichen Teil des Pazifischen Ozean hinein entwässert.
Hinter einer bis zu 398 m hohen, östlich des Sees liegenden kleinen Bergkette befinden sich auf ca. 130 m Höhe der kleine See Lake Marshall und etwas südlich davon auf einer Höhe von 94 m der größere See Lake Innes, rund 720 m und rund 770 m vom Lake Hakapoua entfernt.
Administrativ zählt der See zum Southland District.

## Geologie
Der See ist von seiner Struktur und Entstehungsgeschichte eigentlich ein Fjord, mit direktem Zugang zu Meer und unter Einfluss der Gezeiten. Doch im Jahr 1915 blockierte ein Erdrutsch den Zugang zunächst und ließ den Wasserspiegel ansteigen. In Folge der Blockade entstand die Situation, dass das Wasser des Sees in den unteren Schichten nach wie vor einen Salzgehalt ähnlich dem Meerwasser aufweist und die oberen Schichten des Sees aus Süßwasser bestehen.